# Bojovići
Bojovići (en serbe cyrillique : Бојовићи) est un village du nord-est du Monténégro, dans la municipalité d'Andrijevica.

## Démographie

### Évolution historique de la population
| 1948 | 1953 | 1961 | 1971 | 1981 | 1991 | 2003 |
| ---- | ---- | ---- | ---- | ---- | ---- | ---- |
| 192  | 195  | 144  | 157  | 155  | 131  | 128  |